# Hedgewars
Hedgewars est un jeu vidéo libre d'artillerie. Hedgewars est similaire à Wormux, un autre clone libre de Worms,. Hedgewars est multilingue, multiplate-forme et fonctionne sur GNU/Linux, Windows, Mac OS, FreeBSD et une version alpha jouable sous Android a même été proposée.

## Système de jeu

### Armes
Un certain nombre d'armes sont à la disposition du joueur, incluant la dynamite, le bazooka, la batte de baseball, la téléportation, le coup de poing de feu, le kamikaze, la bombe pastèque, Grenade infernale, et beaucoup d'autres. Le set d'armes est modifiable à l'aide du menu options, vous permettant de choisir quelles armes sont disponibles et combien vous en obtenez. La plupart des armes causent des explosions qui déforment le terrain, enlevant des morceaux circulaires. Les armes causent aussi un certain nombre de dégâts aux hérissons, basés sur l'arme utilisée et la façon dont elle touche le hérisson.
Les dommages affligés au(x) hérisson(s) attaqués après le tour d'un opposant est affiché seulement quand tous les mouvements sur le champ de bataille ont cessé — cependant dans les nouvelles versions il y a également une option pour activer l'affichage de dommages alternatif, immédiat.

### Paysage
Le paysage est une île flottant sur de l'eau, ou une cave fermée avec de l'eau en bas. À partir de la version 0.9.10 la taille des cartes auto-générées peut être changée, et elles peuvent également être dans un mode cave ou "farfelu".
En plus des cartes thématiques auto-générées, il y a également des cartes dessinées de disponible.

### Hérissons
Les équipes sont composées de hérissons roses modifiables. Ils peuvent être modifiés avec différents voix, tombes, forts et chapeaux. Les chapeaux sont des images utilisées pour changer l'apparence du hérisson. Les noms de chaque hérisson et le nom de leur équipe peuvent également être modifiés. Un hérisson meurt quand il tombe dans l'eau, il sort de la carte d'un des côtés de la carte ou quand sa vie atteint zéro.

### Modes de Jeu
Plusieurs joueurs peuvent jouer ensemble, la plupart du temps chacun possédant une équipe. Quatre modes de jeu existent actuellement. Le jeu peut être joué en mode tutoriel, contre une équipe IA, contre quelqu'un d'autre sur le même ordinateur ou en ligne si chaque joueur utilise la même version du jeu.

## Popularité
Bien qu'Hedgewars ne soit pas aussi populaire que les autres clones de Worms, il s'est forgé une niche. En février 2009 le nombre de téléchargements sur gna.org était supérieur à celui de Wormux.

## Développement
Hedgewars fonctionne à l'aide de différents langages de programmation, incluant :
- Free Pascal, pour le moteur ;
- C++, pour l'interface graphique ;
- Haskell, pour le serveur.

La GUI est écrite à l'aide des bibliothèques SDL et Qt4.

## Configuration matérielle
L'application est lourde niveau graphismes et nécessite une accélération 3D de carte graphique. Hedgewars 0.9.10 et supérieur permettent de proposer à l'utilisateur de choisir un mode graphique de moins bonne qualité. Les utilisateurs de cartes graphiques Intel ont eu des problèmes avec le jeu. Ce bogue a été résolu avec les derniers drivers xorg pour linux.